# Carlos Cámara Jr.
Carlos Càmara Jr. (Mérida, 1º dicembre 1956) è un attore venezuelano naturalizzato messicano.

## Biografia
Figlio d'arte (è nato dal matrimonio tra gli attori Carlos Cámara e Elisa Parejo), nonché fratello maggiore dell'attore Víctor Cámara, appartiene al gruppo di primi attori del grande schermo venezuelano; ha partecipato a diverse telenovele, tra cui le recenti Niña de mi corazón e Cuidado con el angel, l'ultima realizzazione della produttrice Nathalie Lartilleux.
La sua carriera artistica è molto legata alla generazione di attori facenti parte di quella che era la RCTV, che hanno marcato la storia della telenovela venezuelana a livello mondiale
Ha acquisito la cittadinanza messicana alla fine degli anni 60.

## Filmografia

### Telenovelas
- Luisana mia (1981)
- Leonela; 1ª parte (Leonela) - Otto (1983)
- Azucena (1983)
- Topazio (Topacio) - Giuliano (1984)
- Leonela; 2ª parte (Miedo al amor) (1984)
- Un volto, due donne (La intrusa) - Mario (1987)
- Señora - El Kennedy (1988)
- Amores de Fin de Siglo - Regulo (1995)
- Volver a Vivir (1996)
- Amor real - El juez (2003)
- Mujer de madera (2004)
- La esposa virgen (2005)
- Peregrina (2005)
- Muchachitas como tú (2007)
- Tormenta en el paraíso (2007)
- Mañana es para siempre (2008)
- Cuidado con el angel (2008-2009)
- Niña de mi corazón (2010)
- Corazón indomable (2013)
- Hasta el fin del mundo - Octavio Ripoll (2014-2015)

## Premio TV e Novelas (Messico)
| Anno | Categoria                   | Telenovela      | Risultato |
| ---- | --------------------------- | --------------- | --------- |
| 2005 | Migliore attore antagonista | Mujer de madera | Nominato  |